# Giz de cera
Giz de cera (português brasileiro) ou lápis de cera (português europeu) é um material escolar, usado principalmente para desenhar, constituído principalmente por parafina, pigmentos e cargas, apresentando uma vasta variedades de cores, graças a mistura de seus corantes. Geralmente, é um material usado para a realização de esboços. 

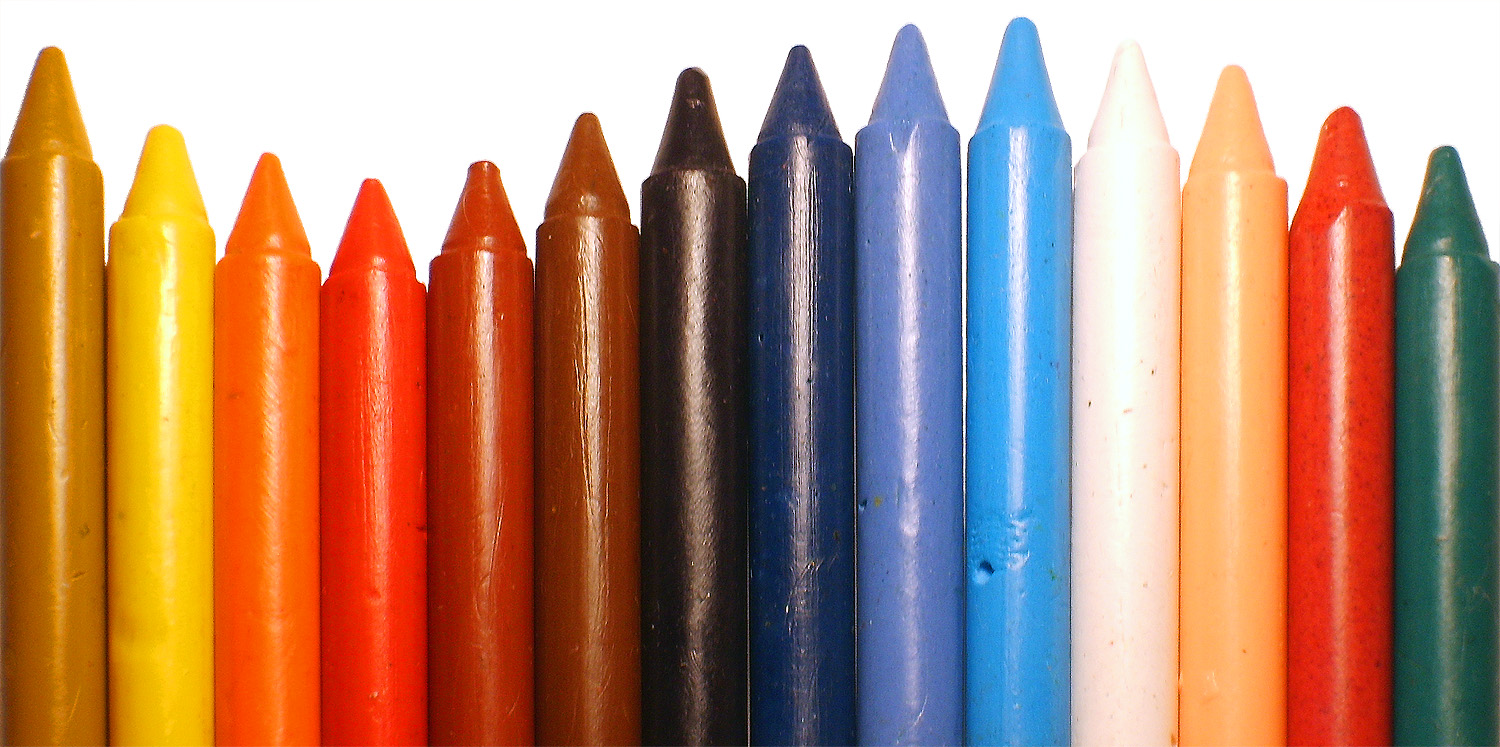

O desenho com giz de cera traz algumas vantagens: as cores não ficam amareladas com a passagem do tempo, é um material mais estável do que o pastel, permite uma variação de cores enorme. O aspecto negativo é que o uso das barras de giz de cera dificulta a execução de detalhes no desenho. 
Técnicas de reformulação do pigmento permitiram aprimorar as cores do giz de cera, sendo assim, artista começaram a utilizá-lo como nova técnica na produção de suas artes.
No mercado, pode-se encontrar diferentes marcas com preços e qualidades diversos. Da mesma forma, as barras de giz de cera podem ser mais grossas ou mais finas, adequando-se às preferências do artista.

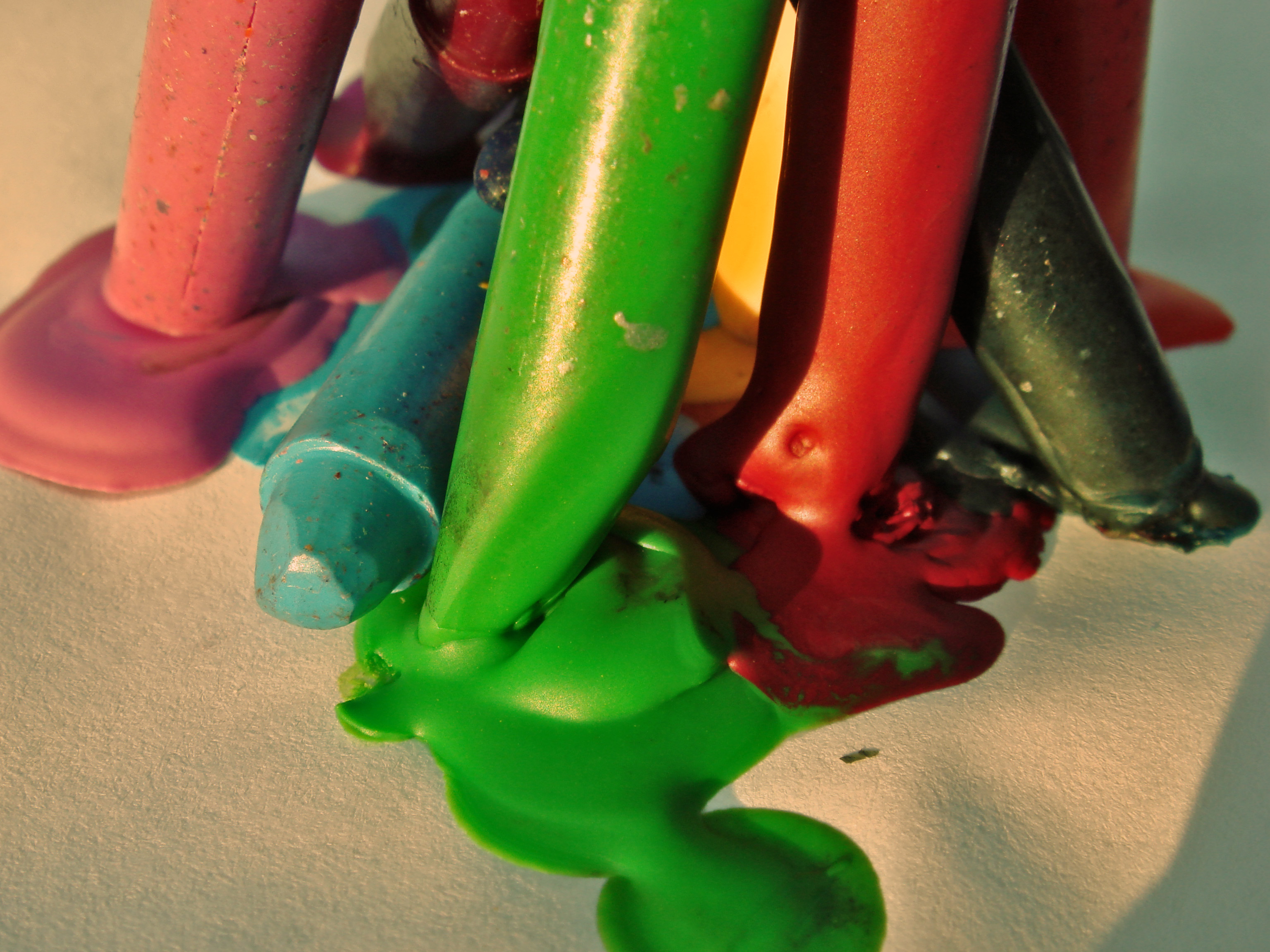
Giz de cera derretido

A invenção do Giz de cera foi atribuída a Nicolas-Jacques Conté, parisiense que desenvolveu uma fórmula de grafite e argila, base para a produção dos lápis modernos.

## Técnicas
Basicamente, existem duas formas mais usadas na hora de manipular e usar o giz de cera. A primeira e a mais antiga, utiliza a cera ainda quente e derretida. Este processo exige um maior cuidado e é mais complexo. Desta forma, é preciso derreter a cera momentos antes de usá-la. 
A segunda técnica e mais utilizada, é a do giz de cera frio e sólido, encontrado em barras. 

## Usos

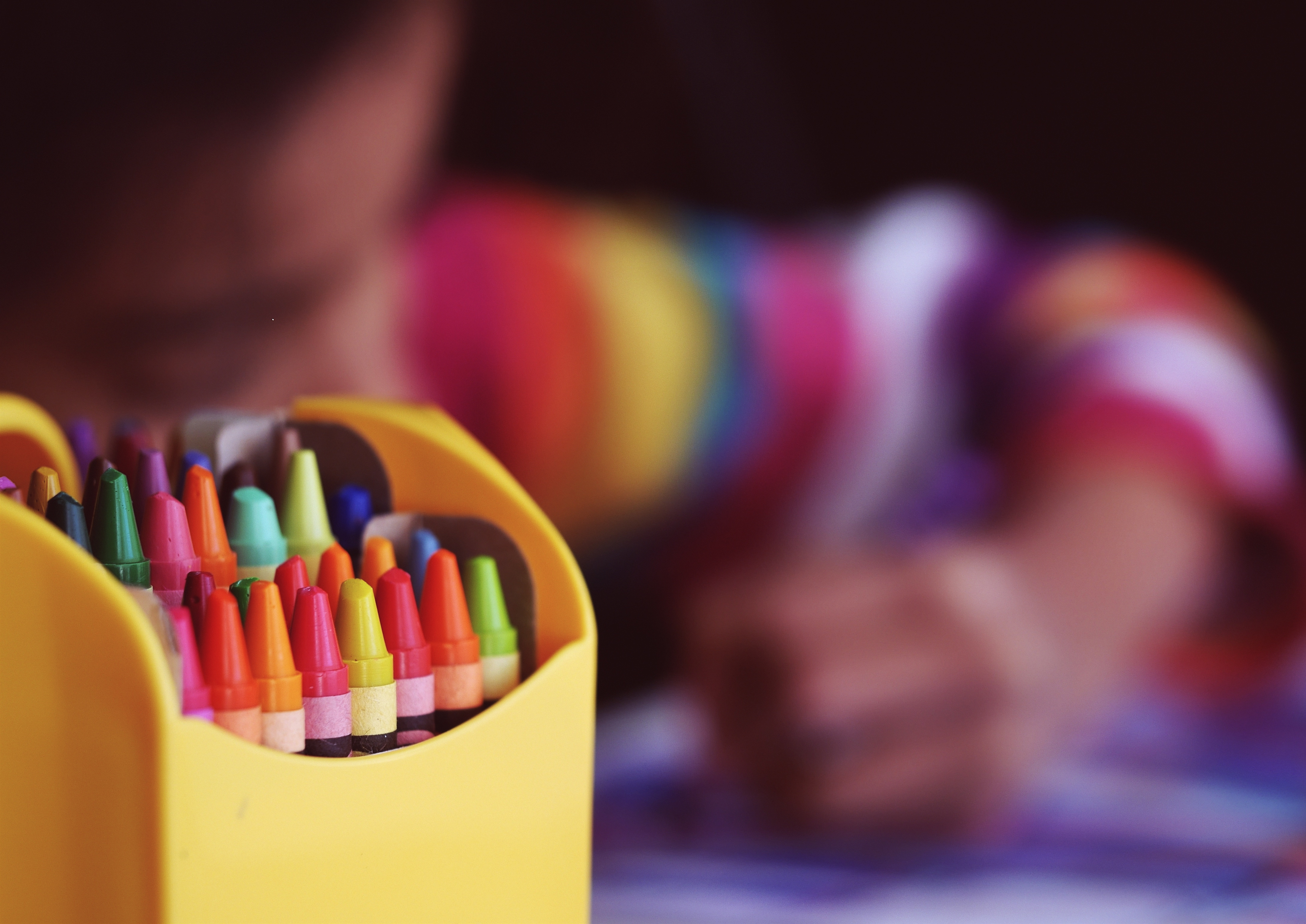
O giz de cera é geralmente usado nas escolas

Muito usados por crianças na sua fase pré-escolar, por seu traço grosso, colorido, e sua facilidade de uso. E em outras ocasiões por sua suavidade nos contornos e por sua característica que fica nos desenhos, e também é usada às vezes para outras coisas, como: escrever; após raspar, utilizar as raspas em trabalhos artísticos e artesanais; etc.
O seu uso é um pouco prejudicado pela facilidade de o giz se quebrar em quedas, e o traço grosso dificulta pequenos detalhes. 

## Suportes
O giz de cera admite diversas superfícies para execução do trabalho. É necessário apenas que seja rugosa e capaz de reter a cera. Papel, papel-cartão ou madeira são algumas das opções. Cabe ao artista escolher qual superfície se adequa mais a obra, ao tema e as texturas que deseja realizar.

## História
O uso da cera como uma técnica começou no Egito há cinco mil anos. Desde esta época, o procedimento não desapareceu. Porém a história do giz de cera não é totalmente clara. A palavra em inglês "crayon" data de 1644, sendo originada da palavra craie (giz) e do Latim creta (terra).
A noção de combinar uma forma de cera com pigmentos existe há milhares de anos. A pintura encáustica é uma técnica que utiliza Cera de abelha quente combinada com um pigmento colorido para fazer com que a cor aderisse à pedra. Uma fonte de calor então era utilizada para "queimar" a mistura e fixar a imagem. Plínio, o Velho, um naturalista romano, teria descrito as primeiras técnicas dos desenhos feitos com giz de cera.

Esse método, utilizado pelos egípcios, romanos, gregos e até as populações indígenas das Filipinas, ainda é utilizada atualmente. No entanto, o processo não envolvia transformar o giz de cera em uma forma que pudesse ser manuseada e servisse para colorir e, portanto, o giz não era utilizado em salas de aula ou como artesanato para crianças.